# Districtul Wat Bot
Wat Bot (în thailandeză วัดโบสถ์) este un district (Amphoe) din provincia Phitsanulok, Thailanda, cu o populație de 37.165 de locuitori și o suprafață de 1.326,210 km².

## Componență
Districtul este subdivizat în 6 subdistricte (tambon), care sunt subdivizate în 61 de sate (muban).
| Nr. | Nume       | În thailandeză | Sate | Locuitori |  |
| --- | ---------- | -------------- | ---- | --------- |  |
| 1.  | Wat Bot    | วัดโบสถ์         | 10   | 7,978     |  |
| 2.  | Tha Ngam   | ท่างาม          | 13   | 6,267     |  |
| 3.  | Thothae    | ท้อแท้           | 8    | 6,294     |  |
| 4.  | Ban Yang   | บ้านยาง         | 11   | 6,520     |  |
| 5.  | Hin Lat    | หินลาด          | 9    | 4,608     |  |
| 6.  | Khan Chong | คันโช้ง          | 10   | 5,498     |  |